# La memoria infinita
La memoria infinita es una película documental chilena de 2023 escrita y dirigida por Maite Alberdi. Su estreno mundial ocurrió el 21 de enero de 2023 en el Festival de Cine de Sundance, donde ganó el Gran Premio del Jurado.
Obtuvo el Premio Goya a la mejor película iberoamericana y fue nominada a un premio Óscar en la categoría de mejor largometraje documental en 2024.

## Sinopsis
Hace 25 años que Augusto Góngora y Paulina Urrutia comparten sus vidas, sin embargo Paulina vive con el miedo de que llegue el día en que Augusto no la reconozca producto del Alzheimer que él padece desde hace ocho años.

## Estreno y distribución
El documental tuvo su estreno mundial el 21 de enero de 2023 en el Festival de Cine de Sundance, donde ganó el Gran Premio del Jurado y sus derechos de distribución fueron adquiridos por MTV Documentary Films en una cifra de aproximadamente 3 millones de dólares.
En febrero siguiente fue exhibida en el Festival Internacional de Cine de Berlín, donde obtuvo el segundo lugar dentro de la categoría Premio de la Audiencia en la sección Panorama.
Se estrenó comercialmente el 24 de agosto de 2023 en cines chilenos, siendo un éxito de taquilla: fue la película más vista en su primer fin de semana con más de 50 mil espectadores, superando a otros filmes en cartelera como Barbie, Oppenheimer y Gran Turismo, este último debutando también en Chile ese fin de semana. Se convirtió en el documental chileno más visto de la historia, tras superar en número de espectadores a Ojos rojos (2010) de Juan Ignacio Sabatini, Juan Pablo Sallato e Ismael Larraín.
El documental obtuvo el Premio Forqué a la mejor película latinoamericana en Madrid el 16 de diciembre de 2023, fue parte de la muestra del Festival de Cine UC, y luego ganó el Premio Goya a la mejor película iberoamericana en Valladolid el 10 de febrero de 2024. Fue nominado al Óscar al mejor largometraje documental el 23 de enero de 2024.
Fue estrenada en la plataforma de streaming Netflix en Latinoamérica el 5 de diciembre de 2023 y por televisión abierta en Chile, a través de Televisión Nacional de Chile el 8 de marzo de 2024

## Premios y nominaciones
| Año  | Premio                                                          | Categoría                                 | Nominados           | Resultado     |
| ---- | --------------------------------------------------------------- | ----------------------------------------- | ------------------- | ------------- |
| 2023 | Festival de Cine de Sundance                                    | Gran Premio del Jurado                    | La memoria infinita | Ganadora      |
| 2023 | Festival Internacional de Cine de Berlín                        | Premio del Público (Panorama)             | La memoria infinita | Segundo lugar |
| 2023 | Festival Internacional de Cine de Miami                         | Premio Knight al Mejor Documental         | La memoria infinita | Nominada      |
| 2023 | Festival Internacional de Cine de Dallas                        | Premio Especial del Jurado a la Narrativa | La memoria infinita | Ganadora      |
| 2023 | Festival Internacional de Cine de Minneapolis St. Paul          | Mejor documental                          | La memoria infinita | Ganadora      |
| 2023 | Festival Internacional de Cine Documental de Tel Aviv (Docaviv) | Mejor película internacional              | La memoria infinita | Nominada      |
| 2023 | Festival de Cine de Lima                                        | Mejor documental                          | La memoria infinita | Nominada      |
| 2023 | Festival Internacional de Cine de Atenas                        | Golden Athena al Mejor Documental         | La memoria infinita | Nominada      |
| 2023 | Festival Internacional de Cine de Estocolmo                     | Caballo de Bronce a la mejor película     | La memoria infinita | Ganadora      |
| 2023 | BendFilm Festival                                               | Premio al mejor documental destacado      | La memoria infinita | Ganadora      |
| 2023 | Premios Cinematográficos José María Forqué                      | Mejor largometraje latinoamericano        | La memoria infinita | Ganadora      |
| 2023 | Premios del Círculo de Críticos de Cine de Florida              | Mejor documental                          | La memoria infinita | Segundo lugar |
| 2023 | Premios de la Asociación de Críticos de Cine de Los Ángeles     | Mejor Película Documental/No Ficción      | La memoria infinita | Segundo lugar |
| 2023 | Premios del Consejo Nacional de Crítica de Cine                 | Top 5 documentales                        | La memoria infinita | Ganadora      |
| 2023 | Premios del Consejo Nacional de Crítica de Cine                 | Mejor documenal                           | La memoria infinita | Nominada      |
| 2023 | Premios de la Asociación de Críticos de Cine de Toronto         | Premio Allan King al mejor documental     | La memoria infinita | Nominada      |
| 2023 | Premios del Círculo de Críticos de Cine de Nueva York           | Mejor Película de No Ficción              | La memoria infinita | Ganadora      |
| 2023 | Critics' Choice Documentary Awards                              | Mejor documental                          | La memoria infinita | Nominada      |
| 2023 | Critics' Choice Documentary Awards                              | Mejor director                            | Maite Alberdi       | Nominada      |
| 2024 | Cinema Eye Honors                                               | Mejor dirección                           | Maite Alberdi       | Ganadora      |
| 2024 | Cinema Eye Honors                                               | Mejor edición                             | Carolina Siraqyan   | Nominada      |
| 2024 | Cinema Eye Honors                                               | Los Inolvidables                          | La memoria infinita | Ganadora      |
| 2024 | Cinema Eye Honors                                               | Premio del público                        | La memoria infinita | Nominada      |
| 2024 | Cinema Eye Honors                                               | Mejor largometraje de no ficción          | La memoria infinita | Nominada      |
| 2024 | Premios Goya                                                    | Mejor película iberoamericana             | La memoria infinita | Ganadora      |
| 2024 | Premios del Círculo de Críticos de Cine de Londres              | Documental del año                        | La memoria infinita | Nominada      |
| 2024 | Premios Oscar                                                   | Mejor largometraje documental             | La memoria infinita | Nominada      |
| 2024 | Premios de la Asociación Internacional de Documentales (IDA)    | Mejor edición                             | Carolina Siraqyan   | Ganadora      |
| 2024 | Premios Platino                                                 | Mejor documental                          | La memoria infinita | Ganadora      |